# Gejser (Schiff, 1893)
Der 1893 in Dienst gestellte dänische Geschützte Kreuzer Gejser war der zweite von drei kleinen Kreuzern, die bis 1895 zur dänischen Flotte kamen. Er war das einzige Schiff der Hekla-Klasse mit zwei Schornsteinen.  Die Gejser verblieb meist in den Heimatgewässern und diente häufig als Schulschiff.  1923 kam es auf dem Kreuzer zu einem schweren Unfall mit einem Nebelgerät.
 Im März 1928 wurde die Gejser in Dänemark zum Abbruch verkauft.

## Baugeschichte
Die Gejser war eine Variante der zuvor ebenfalls bei der dänischen Staatswerft gebauten Hekla. Der Kreuzer III. Klasse war keine Wunschbestellung der dänische Marine, die eigentlich ein weiteres Panzerschiff nach der Art der Iver Hvitfeldt erwerben wollte, für das das Parlament allerdings keine Mittel bewilligte. Mit den bewilligten Mitteln wurden daher zwei weitere Kreuzer der Hekla-Klasse bestellt. Der auffälligste Unterschied zu ihrer Vorgängerin waren die zwei Schornsteine. Sie war für lange Zeit der einzige größere Schiffsneubau der dänischen Marine mit zwei oder mehr Schornsteinen. Aber es gab wichtigere Unterschiede.
Die Gejser erhielt als erstes größeres dänisches Schiff planmäßig Schnellfeuergeschütze als Hauptbewaffnung. Die von Krupp gelieferten zwei 12-cm-L/40-Kanonen mit Schutzschilden auf dem Vor- und Achterdeck hatten eine Feuergeschwindigkeit von fünf Schuss pro Minute und eine Reichweite von 9.200 m gegenüber den sehr schweren 15-cm-Kanonen der Hekla, denen nur 8.000 m und ein Schuss pro Minute möglich waren. Auch die Waffen in den Schwalbennestern an den Enden der Aufbauten waren von Krupp gelieferte 8,7-cm-Schnellfeuergeschütze, die erheblich schwerere Geschosse feuerten, als die auf der Hekla an diesen stellen aufgestellten 57-mm-Hotchkiss-Kanonen.
Die leichte Artillerie wurde von der französischen Firma Hotchkiss geliefert, deren Waffen bei allen Marinen der Welt (teilweise in Lizenz hergestellt) eingesetzt wurden. Auf allen Schiffen der Klasse bestand sie anfangs aus vier fünfrohrigen 37-mm-Hotchkiss-Kanonen und zwei Einzelgeschützen.  Mit einem Bug- und einem Heckrohr sowie zwei Torpedorohren seitlich an Deck verfügte alle drei Schiffe über eine starke Torpedobewaffnung.

Die Panzerung der Gejser bestand aus einem Panzerdeck von bis zu 50 mm normalem Stahl.
Eine zweite Neuerung war die Verwendung kleiner Wasserrohrkesseln, wie sie bis dahin nur für Torpedoboote und Zerstörer verwendet worden waren. Die kleinen Kessel führten zu einer Gewichtsersparnis, ermöglichten in einigen Fahrstufen geringe Verbräuche und  machten das Schiff bei gleicher Maschinenleistung geringfügig schneller. Die Maschine wurde von Burmeister & Wain zugeliefert.

## Einsatzgeschichte
Die Gejser, die den Namen der 1891 abgebrochenen Radkorvette Gejser übernommen hatte, kam am 8. Mai 1893 erstmals in Dienst und übte, nach den Probefahrten, mit dem Manövergeschwader, zu dem noch das Panzerschiff Iver Hvitfeldt, der Kreuzer Valkyrien und vier Torpedoboote gehörten.

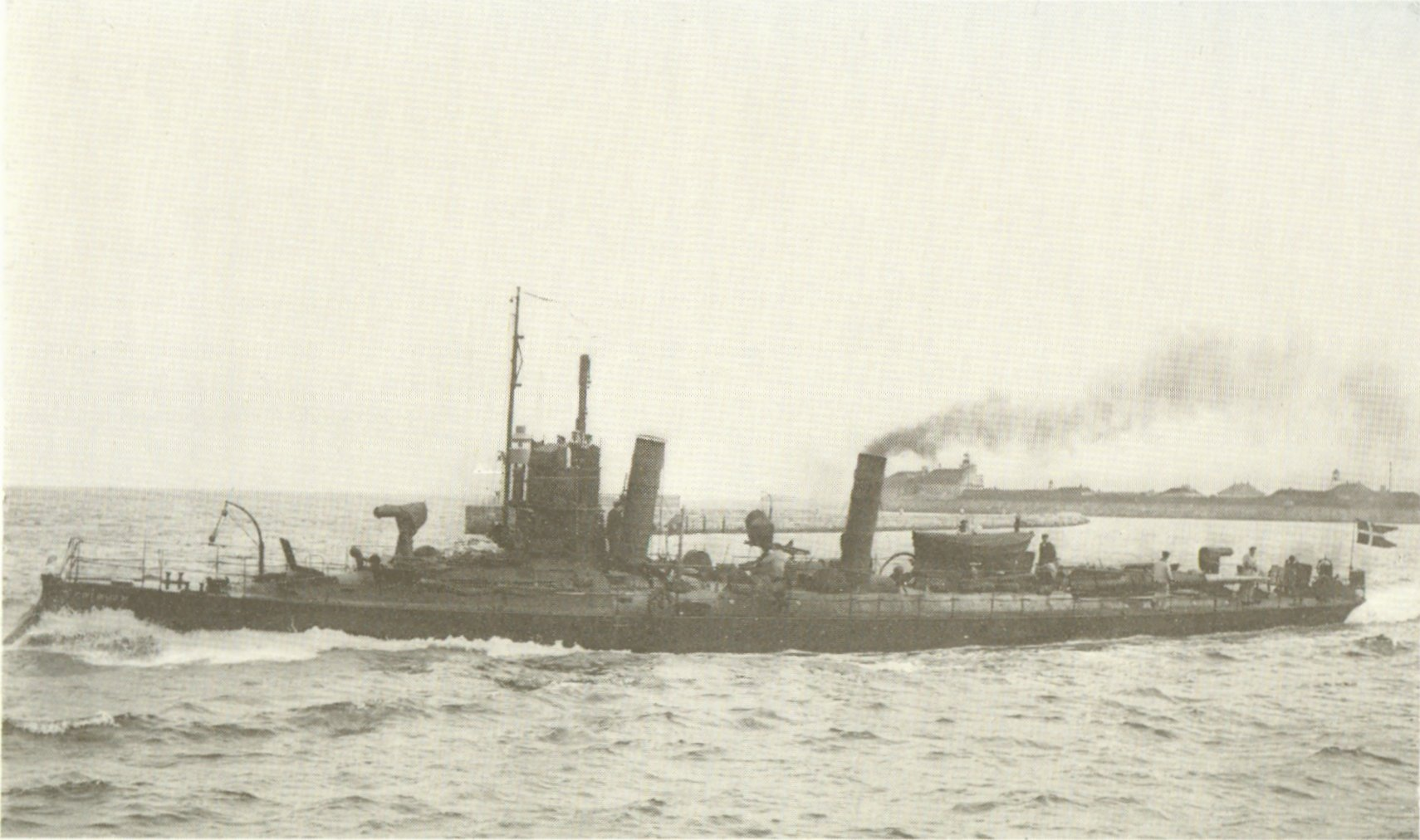
Das Torpedoboot Søløven 1912

1895 war der Kreuzer erneut im Dienst und nahm mit dem Schwesterschiff Hekla und den Torpedobooten Støren, Søløven, Narhvalen und Havhesten als Vertreter Dänemarks an der Eröffnung des Nord-Ostsee-Kanals teil.
In den Jahren 1896 und 1899 folgten zwei weitere Dienstperioden ohne Besonderheiten in der Heimat. 1903 diente die Gejser unter dem Prinzen Waldemar als Schulschiff der Artillerie- und Torpedoschule. Im Jahr 1905 folgte nach einer normalen Tätigkeit während des Sommers im Manövergeschwader im November noch das Geleit des gewählten neuen Königs Norwegens, Prinz Carl von Dänemark auf der Yacht Dannebrog nach Oslo zusammen mit dem Küstenpanzerschiff Olfert Fischer. 1906 erfolgte dann eine Grundreparatur des Schiffes: die Kesselanlage wurde erneuert und etliche Modernisierungen vorgenommen. Im folgenden Jahr machte der Kreuzer mit dem dänischen König eine Reise zu den Färöern und nach Island vor den normalen Flottenübungen. Nach einem Jahr Ruhe wurde die Gejser 1909 wieder Schulschiff der Artillerie- und Torpedoschule. Vom 11. bis zum 23. Juli 1909 begleitete sie König Friedrich VIII. zu einem Staatsbesuch in Russland, um nach Rückkehr an den normalen Übungen teilzunehmen.
Am 1. Oktober 1912 wurde die Gejser Tender der U-Boot-Flottille, bis sie am 7. Januar 1914 durch die Hekla abgelöst wurde. Der danach zunächst aufgelegte Kreuzer kam am 4. August 1914 wieder zur aktiven Flotte und diente ab dem 7. August, wie die anderen Einheiten, abwechselnd beim 1. Geschwader am Öresund oder dem 2. Geschwader im Großen Belt. Am 15. Mai 1916 wurde die Gejser das Schulschiff der Flotte bis zum 15. September, um dann nochmals überholt zu werden. Vom 17. Januar bis zum 13. Dezember 1917 folgte wieder normaler Flottendienst. Am 31. März 1919 wurde der alte Kreuzer der Reserve zugeordnet, diente aber von Mai bis September als Übungsschiff bei der Unteroffiziersschule. 1920 machten er einige Fahrten in dänischen Gewässern, um dann aufgelegt zu werden.
1923 sollte die Gejser einige Übungen und Versuche durchführen. Dabei kam es am 25. Mai auf dem Storstrøm zu einem schweren Unfall an Bord. Bei der Explosion eines Rauchschleier-Generators wurden 55 Mann zum Teil sehr schwer verletzt. Zwar starb nur ein Offizier (Kapitänleutnant Paul C. Rützou, der Kommandant des Torpedoboots Delfinen) kurze Zeit später, aber viele der Verletzten erlitten bleibende Schäden und Entstellungen und mussten sich einer Vielzahl plastischer Operationen unterziehen. Das Nebelgerät sollte einer großen Gruppe von Kommandanten und Offizieren vorgeführt werden, als der genutzte Phosphor explodierte. Der dänische Kronprinz Friedrich, damals 1. Offizier der Delfinen, nahm nur wegen einer späten Änderung der Einladung nicht an der Vorführung teil, die seinem Kommandanten den Tod brachte. 32 der Verletzten verblieben wegen mangelnder Transportfähigkeit im nahegelegenen Garnisonskrankenhaus von Vordingborg und wurden erst nach und nach in das Marinelazarett nach Kopenhagen überführt. Im Sommer kam es fast zu einer weiteren Katastrophe, als die Gejser das getauchte U-Boot Bellona rammte, wobei glücklicherweise nur das Sehrohr des U-Boots beschädigt wurde.
In den Jahren 1924 bis 1927 führte der alte Kreuzer in jedem Jahr eine Fahrt mit den Schülern der Unteroffiziersschule durch. 1925 gehörte er zu einem dänischen Flottenverband, der mit der Niels Juel, dem Kreuzer Hejmdal, dem Minenleger Lossen, den Unterseebooten Bellona, Flora und Rota sowie die Torpedobooten Hvalrossen, Delfinen und Sværdfisken Helsinki, Tallinn und Riga besuchte.
Am 29. März 1928 wurde die Gejser aus der Flottenliste gestrichen und zum Abwracken verkauft.